# 岐阜県立飛騨吉城特別支援学校
岐阜県立飛騨吉城特別支援学校（ぎふけんりつ ひだよしきとくべつしえんがっこう）は、岐阜県飛騨市にある公立特別支援学校。
2013年（平成25年）4月1日に開校（4月9日開校式）。校舎は飛騨市立古川小学校に隣接し、グラウンドなど学校施設の一部は古川小学校と共有している。
スクールバスは飛騨市内の他、高山市の一部（旧・吉城郡上宝村）へも運行している。

## 学校概要
- 創立 2013年
- 学部
  - 小学部
  - 中学部
  - 高等部
- 対象：知的障害児、肢体不自由児、病弱児

## アクセス
- JR東海高山本線「飛騨古川駅」下車。徒歩約5分。